# Agglomerieren (Verfahrenstechnik)

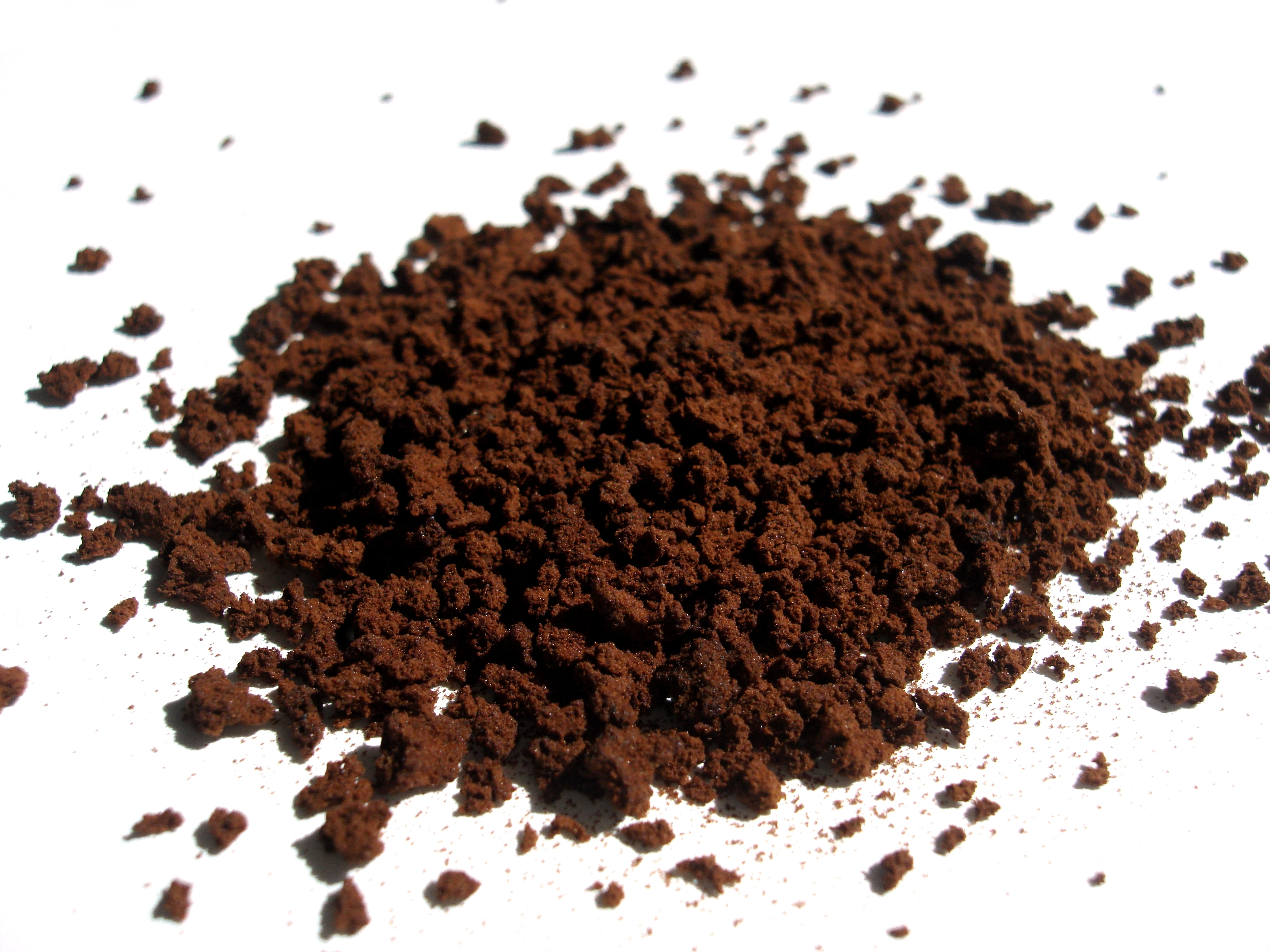
Lösliches Kaffeepulver (Agglomerat).

Agglomerieren [lat.] bedeutet anhäufen, in der Verfahrenstechnik die Vergrößerung eines Partikels. Man spricht auch von Kornvergrößerung oder Stückigmachen. Es ist eine der vier Prozesshauptgruppen der mechanischen Verfahrenstechnik und beschreibt die Verschiebung der Partikelgrößenverteilung (Körner, Tropfen, Gasblasen) in einen gröberen Größenbereich. Das Feingut entsteht durch Grenzflächenkräfte, die es zu Stücken unregelmäßiger Form und Größe zusammenballt.
Agglomeration ist normalerweise kein gewollter Prozess. 
Man kann ihn nur herbeiführen, indem man die Partikelgröße verringert. 
- Beim Aufbaugranulieren, auch Pelletieren genannt, entsteht Granulat. Die Grenzflächenkräfte sind erhärtete Bindemittel, Kapillarkräfte, Molekularanziehung und sich ineinander verhakende Bindungen bei zerklüfteter oder faseriger Oberfläche. Die Granulierung kann feucht oder trocken erfolgen. Unterschieden werden die Wirbelschichtgranulation, Mischagglomeration und Umbenetzungsagglomeration.

- Sintern ist ein Verfahren, bei dem feinkörnige, feste Stoffe so weit erhitzt werden, dass die Moleküle an den anschmelzenden Teilchenoberflächen miteinander Verbindungen eingehen können.
- Durch Formpressen – auch Pressagglomeration – entstehen Schülpen, Tabletten, Pellets oder Briketts
- Durch Flockung erreicht man, dass Feststoffteilchen in Flüssigkeiten sich zu größeren Teilchen zusammenschließen und dadurch leichter ausgefiltert werden können.